# Колесо (геральдика)
Колесо — одна із негеральдичних фігур геральдики. Герб може містити фігуру у різних тинктурах, як у кольорі, так і в металі, часто також у натуральних кольорах.

## Різноманітність
Колесо повністю складається з центру колеса, спиць та характерного обода колеса з маточиною — але це не обов'язково, кожен із компонентів може бути відсутнім. Зазвичай простоті варіанти переважають перед складним поданням, але є також натуралістичні подання або дуже спеціальні колеса, максимально наближені до оригіналу.
Різноманітність колеса за формою та використанням робить необхідним проведення класифікації геральдичних колес:
- Мабуть, найпоширенішим колесом є колесо возу. Прості колеса возів важливі для того, щоб задокументувати торгівлю або конструкцію возів; вони численні та різноманітні, і постійно посилаються на дорожню ситуацію та професію візника. Місцеві ремонтні майстерні часто представлені зламаними колесами. Возове колесо може також символічно означати карету або інший транспортний засіб, історично колесо використовувалося перед возом, і тому воно також є кращим у геральдиці.
- Також значного поширення набули млинові водяні колеса (з лопатами), колесоподібний кам'яний жорновий камінь (позначений млинним залізом на ступиці) та вітрове колесо (без ободів). Їх можна знайти в гербах, оскільки це символізувало широке поширення млинів і важливість поставок збіжжя. Видатна споруда (млин) у безпосередній близькості від села також зробила його точкою орієнтації з великих відстаней. Лопаті вітряка мають у форму Андріївського хреста. Використання гідроенергії для промислового зростання спонукало багато громад задокументувати свій прогрес і наявне багатство, маючи водяне колесо на своєму гербі. У разі водяних коліс річковий або млинний канал також часто відображається у різних формах представлення води.Докладніше: Mühle (Heraldik)
- Прядка також широко розповсюджена, хоча зазвичай її показують як цілий пристрій, рідше як колесо з шпинделем. Прядка має типові точені спиці, але відмінна риса аж ніяк не чітка.
- Слід також згадати кермові колеса кораблів. Колесо символізувало судноплавство та порт. Рульові колеса часто з'являються на гербах прибережних міст та міст великих внутрішніх портів. Зазвичай вони покриті якорем для кращого призначення, і вони також мають характерні спиці, що виступають і як руків'я (але ця особливість може також позначати інші типи коліс).
- Випрямляльне колесо (дробильне колесо) має юридичне історичне значення. Інструмент тортур для катування опинився в гербі, оскільки він також є атрибутом святих. Посилання на юрисдикцію або місцевих святих розглядається як нагода включити суддівське колесо в герб. Гербове колесо з мечем показує зв'язок з рихтувальним колесом.

В умовах індустріалізації все більше і більше сучасних символів використовуються в гербах.
- Зубчасте колесо — спеціальне колесо і одна із найпоширеніших фігур, що використовуються в символці все частіше. У соціалістичних країнах це яскраво виражений символ і, як правило, символізує промисловість і робітників. Годинникове колесо — це особлива форма. Зубчасті передачі, як правило, мають три-чотири спиціДокладніше: Zahnrad (Heraldik)
- Не тільки гірничий знак прикрашає герби гірських регіонів, звивиста вежа з видатним конвеєрним колесом також використовується для гербів. Її можна знайти окремо або у поєднанні з іншими гірськими знаками.
- Крім того, турбінне колесо також включено до герба, аналогічно водному колесу для сучасного будівництва електростанції.

Колесо воза та турбінне колесо (Альтенмаркт-бай-Санкт-Галлен)
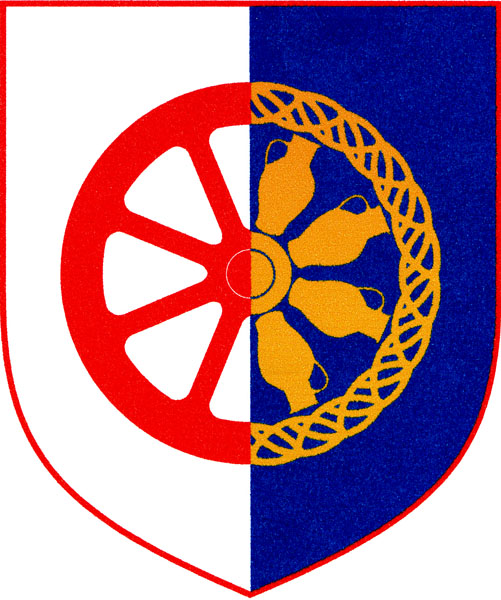
Залізничне колесо, доповнене кошиком для покупок з чотирма глечиками (Нова Весь у Чеському Будейовичі)
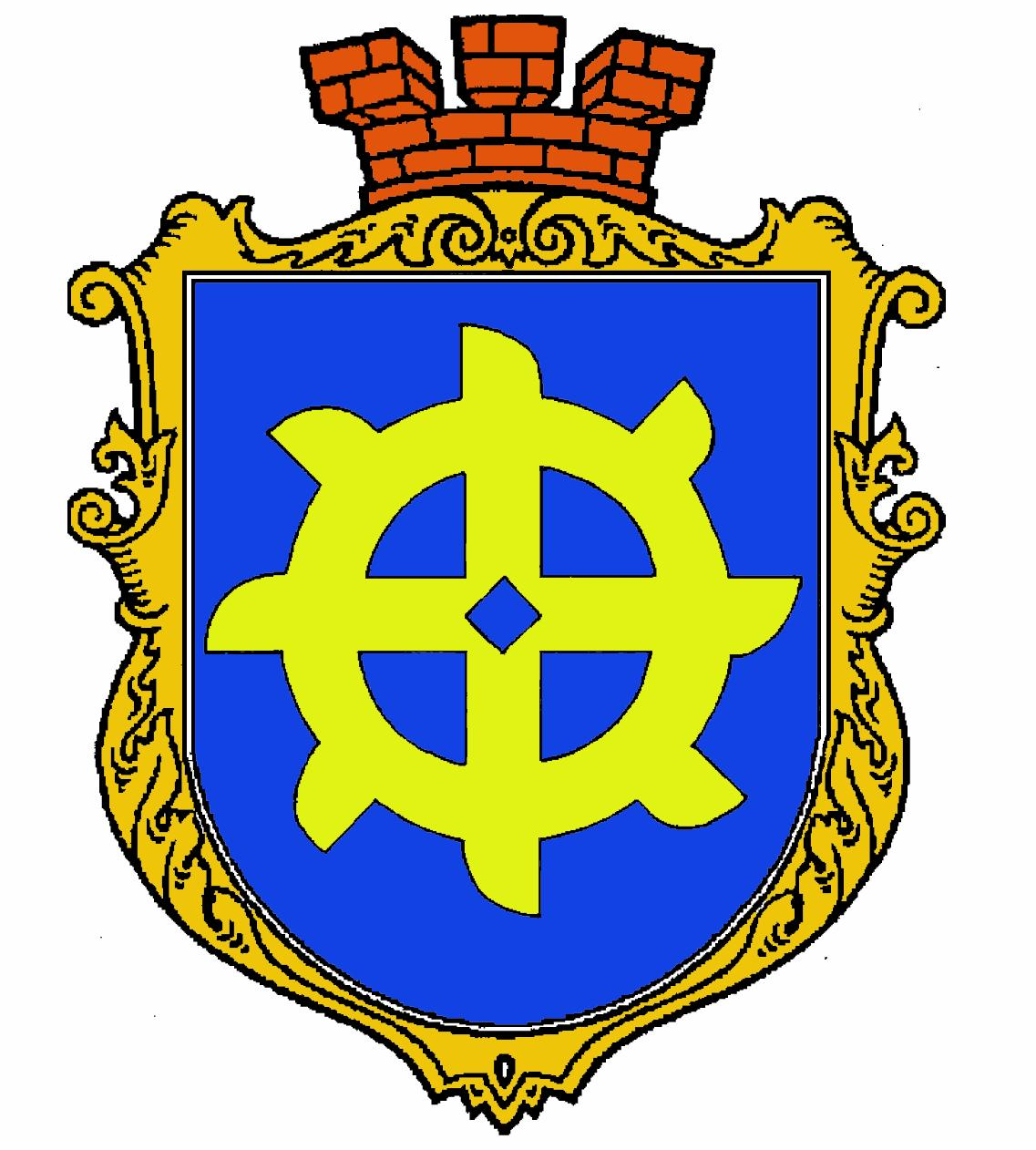
Водяне колесо (Жоравка)
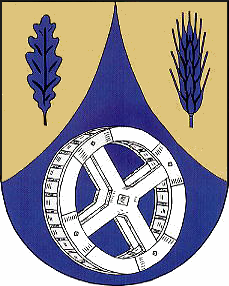
Фрезове колесо, натуралістичне (Біллербек)
Прядильне колесо (Герб ландскомуни Сетіла)
Випрямляльне колесо (Мольсайм)
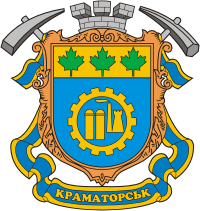
Шестерня (Краматорськ)
Годинникове колесо
Відрізний круг (Туріндж)
Храпове колесо (Еншевіль)
Вітрякове колесо (Вінтерсгайм)
Обідки (Артерн)

Не всі колеса на гербах показані в повному обсязі. Проте, представлення деталей коліс не завжди добре розпізнається. Це може пояснити лише опис герба.
Кількість спиць також має важливе значення. Ця цифра часто уособлює місцеву історію особливого роду.
У клейноді колесо іноді може утримуватися двома витягнутими руками.

## Спеціальні колеса

### Сонячний хрест

Сонячний хрест (Аукруг)

Сонячний хрест — особлива форма хреста з німбом, хрест-спокута у вигляді давнього дискового колеса. Можливо розширення рамен, і тоді форма наближається до кельтського хреста. Звичайно, це не має нічого спільного з велосипедом.

### Крилате колесо

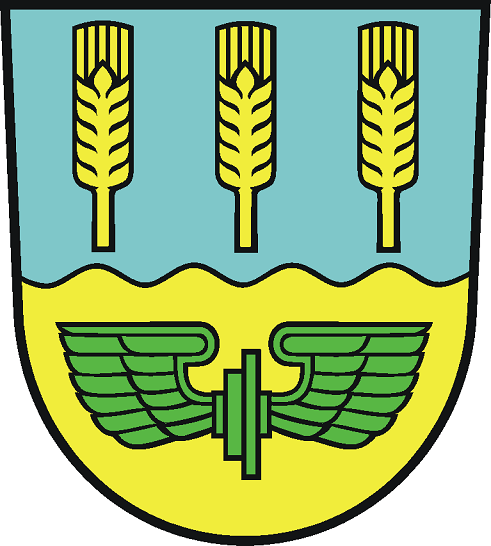
Двокрильне колесо (Бад-Кляйнен)

Крилате колесо — традиційний символ залізниці Зображення з одним або двома крилами, прикріпленими збоку від маточини колеса, часто можна знайти в логотипі старих залізничних компаній. Особливо місця з важливими залізничними вузлами часто мають на своєму гербі крилате колесо.

### Майнцьке колесо
Одним з найбільш відомих спеціальних коліс є, наприклад, Майнцьке колесо. Завдяки довгій історії та відносно широкому використанню, цей знак із власною назвою зумів отримати власне ім'я в описі (блазоні).Згадки про майнцьке колесо дотримуються традиційної форми та тинктур. Це вісь з двома колесами.

### Дхармачакра
Як колесо закону та колесо життя, воно поширене в буддійській геральдиці (герб Шрі-Ланки).

### Фігури, з'єднані з колесами (атрибути)

Свята Катерина (Альтена)

Назва патронів для коліс (іконографічні атрибути) включає:
- Катерину Олександрійську часто зображують зі знаряддям її мученицької смерті — колесом, яке часто вживаєтьсязламаним[1] (а також з мечем і короною, «Три святі дівчата: Катерина з колесом»)
- Мартин Турський часто показують, як він їде на колесі як єпископ.

Типові герби:
- Лорди Берліхінгена мали на своєму гербі п'ятиспичне срібне колесо

## Список гербів з колесом

### Чотириспицеві колеса
- червоне колесо на срібному тлі
  - Мелле

### П'ятиспицеві колеса
- три колеса (2: 1) у змішаних кольорах
  - Поппенгаузен
- срібне колесо в чорному кольорі
  - Амштеттен
  - Дерцбах
  - Лорди Берліхінгена
  - Неккарциммерн
  - Іллесгайм
  - Ягстгаузен
  - Валльгаузен
- чорне колесо в сріблі
  - Рафенштайн
- срібне колесо в червоному кольорі
  - Зекках
- золоте колесо в чорному
  - Сиберг (знатна сім'я), Фрідріх Матіас фон Сиберг
- Золоте колесо в зеленому кольорі
  - Діссен

### Шестиспицеві колеса
- срібне колесо на червоному тлі
  - Ерфурт
- чорне колесо в сріблі
  - Оснабрюк
- золоте колесо
  - Боланден
- у змішаних кольорах
  - Донауешинген
- подвійний
  - Доннерсбергкрайс
- чотириразовий (2 : 2)
  - Барсбюттель

### Семиспицеві колеса
- срібне колесо в червоному кольорі
  - Таубербішофсхайм
- срібне колесо в синьому кольорі
  - Віттігаузен
- чорне колесо в сріблі
  - Мальберг

### Восьмиспицеві колеса
- два чорних колеса в сріблі
  - Дюльбах (Верхня Австрія)
- золоте колесо в зеленому кольорі
  - Оберраден
- золоте колесо в червоному щиті, говорячи
  - Бад-Радкерсбург (Штирія)
- у змішаних кольорах
  - Ассамштадт
  - Зірсган
- чорне колесо на золотому фоні та поштовий ріг
  - Бактен (BL)
- срібне колесо в блакитному кольорі
  - Меглінген
- червоне колесо в синьому кольорі
  - Бішгайм
- срібне колесо червоного кольору
  - Радштадт
- два алеманські декоративні диски в змішаних кольорах
  - Гербрехтінген
- два синіх колеса в сріблі
  - Еркслебен (Остербург)

### Одинадцятиспицеві колеса
- золоте колесо в синьому кольорі:
  - Зеруп

### Дванадцятиспицеві колеса
- як символ для поїзда, білий на червоному:
  - Вайгольсгаузен